# ウィリアム・ドグーヴ・ド・ヌンク

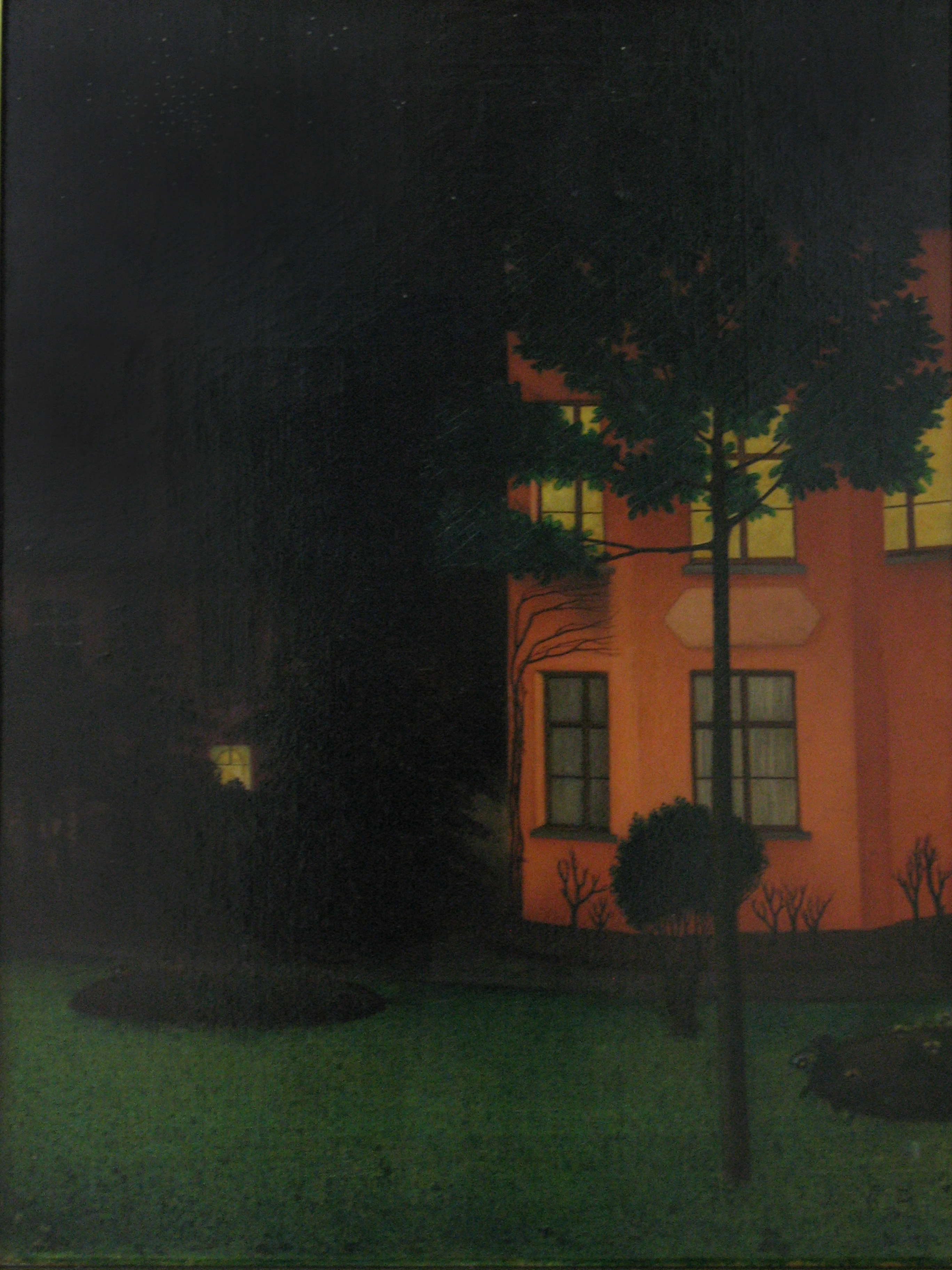
ド・ヌンク作"Het blinde huis anagoria"あるいは薔薇色の家(1892年)

ウィリアム・ドグーヴ・ド・ヌンク（英語: William Degouve de Nuncques、1867年2月28日 - 1935年3月1日）は、ベルギーの象徴主義派の画家。「ウィリアム・ドゥグーヴ・ド・ニュンク」とも。

## 生涯
彼は1867年にフランス、アルデンヌ県モンテルメーの古い貴族の家系に生まれた。普仏戦争中の1870年、両親は彼を伴いベルギーに亡命し、初めスパに次いでブリュッセルに居を構えた。ここで父はヌンクに絵画の手ほどきをした。16歳になってまもなく、かれはオランダ人画家ヤン・トーロップと知り合い、アトリエを共有することを勧められた。1894年に彼を象徴詩人のサークルに導き入れ、また彼の作品にかなり影響を与えた仲間の画家のジュリエット・マッサンと結婚した。そして、ウイリアム・ドグーヴ・ド・ヌンクは義理兄を通じてモーリス・メーテルリンクらの若きベルギーの詩人たちとの交際が始まり、メーテルリンクの戯曲『室内』の舞台装置も手掛けている。
彼は前衛芸術グループ「20人展」に属し、後にラ・リーブル・エステティークに出展した。彼はイタリア、オーストリア、フランス等のヨーロッパ各地を旅し、風景画、特に夜の公園の景色を描いた。
「薔薇色の家」（1892年）、夜の天使（1894年）や孔雀（1896）など彼の最もよく知られている絵画は、彼の作品の魅惑的な特性を示しており、特に「薔薇色の家」はシュルレアリスム、特にルネ・マグリットの絵画に大きな影響を与えたと考えられている。
彼は“絵画を描くために必要なのは絵具をとっていくつかの線を描き、残りの空間を感覚によって埋めていくだけだ”と言ったと伝えられている。
彼はパリの展覧会の定期的な出展者でピエール・ピュヴィス・ド・シャヴァンヌとモーリス・ドニによって支持された。
1900年から1902年までの3年間、彼と彼の妻はバレアレス諸島に滞在し、そこで険しい海岸線とオレンジの木立の絵を描いた。

## 晩年

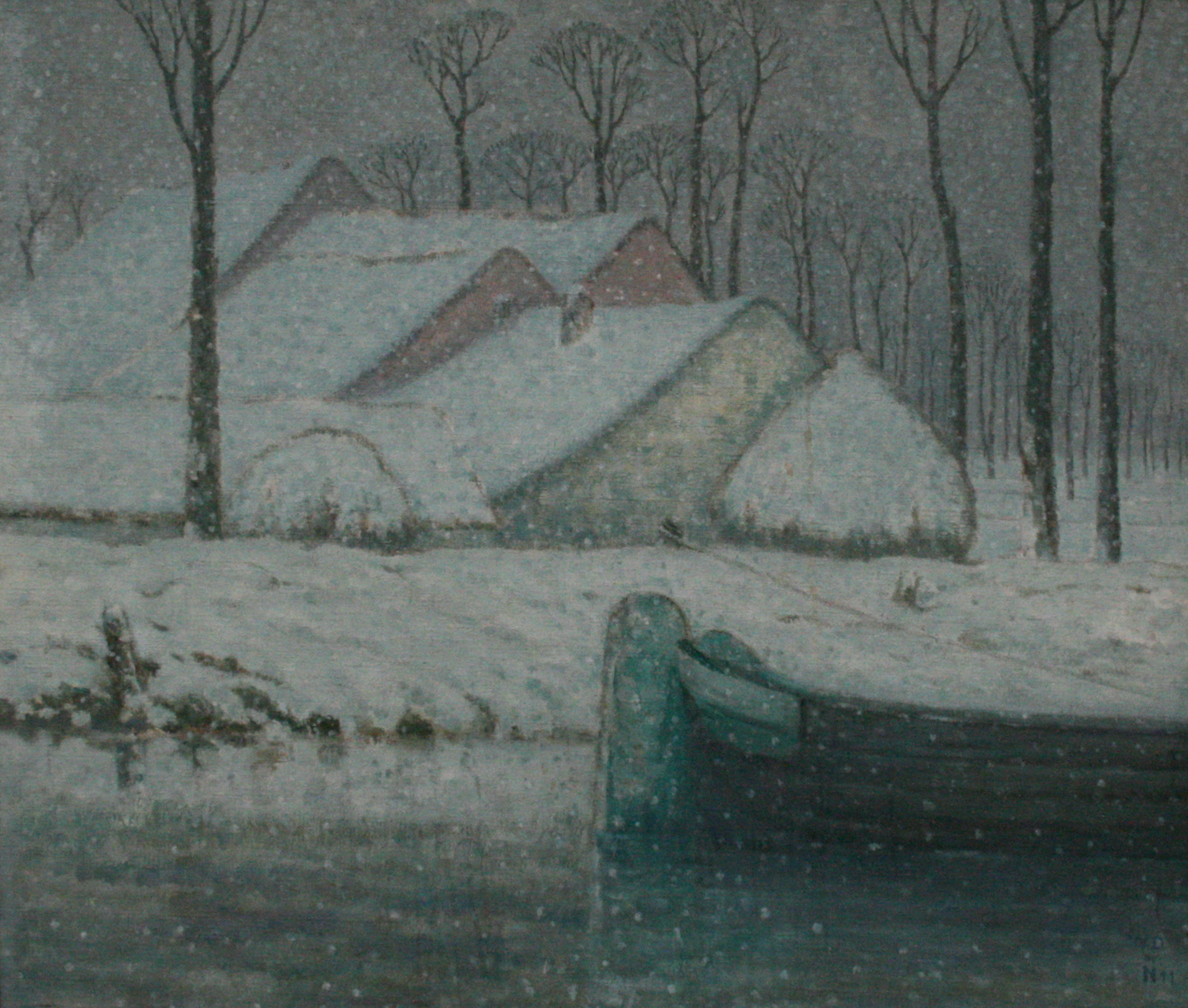
はしけのある雪の風景, 1911年

1910年頃宗教的な危機に苦しんだ後、心を苦しめる内面の状態を著わした絵を描いた。そして第一次世界大戦中は難民としてオランダに逃れ、そこでわずかな作品を制作した。彼は1919年の妻の死に打ちのめされたうえ、片手が動かなくなってしまった。1930年に精神的危機の期間を通じて彼を助けてくれた女性と再婚結婚し、最後の数年をベルギーのスタヴロに定住し、そこで雪に覆われた風景画を描いた。

## 参考資料
- Cassou, Jean. The Concise Encyclopaedia of Symbolism (1984)
- A catalogue raisonné of his works is in preparation, see www.catalogueraisonne.eu.
- 高階秀爾、世紀末と象徴主義（世界美術大全集）（小学館、1996）ISBN 4-09-601024-3